# Anker Heegaard (virksomhed)
Anker Heegaard's Jærnstøberi og Maskinfabrik, senere A/S Anker Heegaard var en dansk industriel virksomhed, som i 1930 indgik i De Forenede Jernstøberier.
Virksomheden var grundlagt i 1828 af Matthias Anker Heegaard (1776-1837), der i 1804 havde nedsat sig som isenkræmmer og i 1828 anlagde et jernstøberi på den nuværende Blågårds Plads på Nørrebro. Hans to sønner, Christian August Heegaard og Steffen Peder Anker Heegaard (1815-1893) overtog i 1837 jernstøberiet, som sidstnævnte i 1857 udvidede ved køb af statens jernstøberi på Frederiksværk, anlagt i 1756 af generalmajor Johan Frederik Classen (1725-1792).
Anker Heegaard overdrog i 1884 sit livsværk til sønnerne Mathias Anker Heegaard  d.y. (1837-1905), Louis Carl Heegaard (1845-1914), Henning Frederik Christian Mathias Anker Heegaard (1858-1910) og svigersønnen Bjørn Stephensen (1855-1940), som havde ægtet Anker Heegaards (d.æ.) datter.
I 1918 blev fabrikken omdannet til aktieselskab og i 1930 indgik den i De Forenede Jernstøberier.
Fabrikken var i mange år en af de største virksomheder på Nørrebro, men også stærkt forurenende. I 1898 købte Københavns Kommune fabrikkens areal og anlagde Blågårds Plads på området, som blev et tiltrængt åndehul i den sorte firkant.